# 2013 JQ65
2013 JQ65, também escrito como 2013 JQ65, é um objeto transnetuniano que está localizado no Cinturão de Kuiper, uma região do Sistema Solar. Este corpo celeste é classificado como um cubewano. Ele possui uma magnitude absoluta de 8,2 e tem um diâmetro estimado de 101 km.

## Descoberta
2013 JQ65 foi descoberto no dia 7 de maio de 2013 pelo Outer Solar System Origins Survey.

## Órbita
A órbita de 2013 JQ65 tem uma excentricidade de 0,126 e possui um semieixo maior de 44,451 UA. O seu periélio leva o mesmo a uma distância de 38,845 UA em relação ao Sol e seu afélio a 50,058 UA.